# Double Nickels on the Dime
Double Nickels On The Dime è il terzo album studio del gruppo hardcore punk Minutemen, pubblicato dall'etichetta indipendente SST Records nel 1984.
È un doppio LP che contiene 45 canzoni che combinano funk, country e jazz e che passano da temi come il razzismo alla Guerra del Vietnam.

## Storia
I Minutemen vennero formati dal chitarrista D. Boon e dal bassista Mike Watt a San Pedro in California nel 1980. Dopo la loro band precedente, i The Reactionaries, il duo continuò a comporre materiale, formò la band inizialmente con il batterista Frank Tonche, firmando un contratto con l'etichetta indipendente SST Records. In seguito, George Hurley, il batterista dei The Reactionaries, sostituirà Torche. I Minutemen si fecero notare nella scena punk californiana per la filosofia del "jamming econo", ovvero il loro modo di suonare dal vivo. Presto pubblicheranno album con la SST Records e la loro etichetta discografica, la New Alligance Records, mentre faranno dei tour insieme a band hardcore punk come Hüsker Dü e Black Flag.

## Tracce
| N. Traccia | Titolo                                                                                    | Compositori          | Durata |
| 1.         | "Anxious Mo-Fo"                                                                           | D. Boon, Mike Watt   | 1:19   |
| 2.         | "Theatre Is the Life of You"                                                              | Boon, Watt           | 1:30   |
| 3.         | "Viet Nam"                                                                                | Boon                 | 1:27   |
| 4.         | "Cohesion"                                                                                | Boon                 | 1:55   |
| 5.         | "It's Expected I'm Gone"                                                                  | Watt                 | 2:04   |
| 6.         | "#1 Hit Song"                                                                             | Boon, George Hurley  | 1:47   |
| 7.         | "Two Beads at the End"                                                                    | Boon, Hurley         | 1:52   |
| 8.         | "Do You Want New Wave or Do You Want the Truth?"                                          | Watt                 | 1:49   |
| 9.         | "Don't Look Now" (Live; Creedence Clearwater Revival cover; Omitted from 1987 CD release) | John Fogerty         | 1:46   |
| 10.        | "Shit from an Old Notebook"                                                               | Boon, Watt           | 1:35   |
| 11.        | "Nature Without Man"                                                                      | Chuck Dukowski, Boon | 1:45   |
| 12.        | "One Reporter's Opinion"                                                                  | Watt                 | 1:50   |

| Lato Mike  |                                              |                                                   |        |
| N. Traccia | Titolo                                       | Compositori                                       | Durata |
| 1.         | "Political Song for Michael Jackson to Sing" | Watt                                              | 1:33   |
| 2.         | "Maybe Partying Will Help"                   | Boon, Watt                                        | 1:56   |
| 3.         | "Toadies"                                    | Watt                                              | 1:38   |
| 4.         | "Retreat"                                    | Watt                                              | 2:01   |
| 5.         | "The Big Foist"                              | Watt                                              | 1:29   |
| 6.         | "God Bows to Math"                           | Jack Brewer, Watt                                 | 1:15   |
| 7.         | "Corona"                                     | Boon                                              | 2:24   |
| 8.         | "The Glory of Man"                           | Watt                                              | 2:55   |
| 9.         | "Take 5, D."                                 | Joe Baiza, John Rocknowski, Dirk Vandenberg, Watt | 1:40   |
| 10.        | "My Heart and the Real World"                | Watt                                              | 1:05   |
| 11.        | "History Lesson - Part II"                   | Watt                                              | 2:10   |

| N. Traccia | Titolo                                                   | Compositori       | Durata |  |
| 1.         | "You Need the Glory"                                     | Hurley            | 2:01   |  |
| 2.         | "The Roar of the Masses Could Be Farts"                  | Vandenberg, Watt  | 1:20   |  |
| 3.         | "Mr. Robot's Holy Orders" (Omitted from all CD releases) | Hurley            | 3:05   |  |
| 4.         | "West Germany"                                           | Boon              | 1:48   |  |
| 5.         | "The Politics of Time"                                   | Watt              | 1:10   |  |
| 6.         | "Themselves"                                             | Boon              | 1:17   |  |
| 7.         | "Please Don't Be Gentle With Me"                         | Jack Brewer, Watt | 0:46   |  |
| 8.         | "Nothing Indeed"                                         | Hurley, Watt      | 1:21   |  |
| 9.         | "No Exchange"                                            | Hurley, Watt      | 1:50   |  |
| 10.        | "There Ain't Shit on T.V. Tonight"                       | Hurley, Watt      | 1:34   |  |
| 11.        | "This Ain't No Picnic"                                   | Boon              | 1:56   |  |
| 12.        | "Spillage"                                               | Watt              | 1:51   |  |

| Lato Chaff |                                                                            |                                                                  |        |  |
| N. Traccia | Titolo                                                                     | Compositori                                                      | Durata |  |
| 1.         | "Untitled Song for Latin America"                                          | Boon                                                             | 2:03   |  |
| 2.         | "Jesus and Tequila"                                                        | Boon, Joe Carducci                                               | 2:52   |  |
| 3.         | "June 16th"                                                                | Watt                                                             | 1:48   |  |
| 4.         | "Storm in My House"                                                        | Boon, Henry Rollins                                              | 1:57   |  |
| 5.         | "Martin's Story"                                                           | Martin Tamburovich, Watt                                         | 0:51   |  |
| 6.         | "Ain't Talkin' 'bout Love" (Van Halen cover; Omitted from all CD releases) | Eddie Van Halen, Alex Van Halen, David Lee Roth, Michael Anthony | 0:40   |  |
| 7.         | "Dr. Wu" (Steely Dan cover; Omitted from 1987 CD release)                  | Donald Fagen, Walter Becker                                      | 1:44   |  |
| 8.         | "Little Man With a Gun in His Hand" (Omitted from all CD releases)         | Boon, Chuck Dukowski                                             | 2:53   |  |
| 9.         | "The World According to Nouns"                                             | Watt                                                             | 2:05   |  |
| 10.        | "Love Dance"                                                               | Boon                                                             | 2:00   |  |

## Formazione
- D. Boon  – voce, chitarra
- Mike Watt  – basso (voce in "Take 5, D.", "Dr. Wu", e "The Politics of Time")
- George Hurley  – batteria, voce
- Joe Baiza  – chitarra in "Take 5, D."
- John Rocknowski  – chitarra in "Take 5, D."
- Dirk Vandenberg  – chitarra in "Take 5, D."
- Ethan James  – produttore